# Corendon Airlines Europe
Corendon Airlines Europe — мальтійська чартерна авіакомпанія зі штаб-квартирою в Лука та базою у міжнародному аеропорту Мальти. Це сестринська компанія що до турецької Corendon Airlines та голландської Corendon Dutch Airlines.
Перший рейс Corendon Airlines Europe здійснив 26 травня 2017 року за маршрутом Мальта — Неаполь. Авіакомпанія здійснює рейси до Берліну, Дюссельдорфу, Лейпцигу, Мюнхену, Лінцу, Тель-Авіву, Бухаресту і Криту.

## Флот
Флот Corendon Airlines Europe на квітень 2019:
| Тип              | В дії | Замовлено | Пасажирів | Примітки |
| ---------------- | ----- | --------- | --------- | -------- |
| Boeing 737-800   | 4     | —         | 189       |          |
| Boeing 737 MAX 8 | —     | 1         | 189       |          |
| Загалом          | 4     | 1         |           |          |